# Sings Live at the Golden Bear
Sings Live at the Golden Bear è un album live di Junior Wells, pubblicato dalla Blue Rock Records nel 1969. Il disco fu registrato dal vivo il 18 settembre 1968 al Golden Bear di Huntington Beach, California (Stati Uniti).

## Tracce
Lato A
1. So Tired (I Could Cry) – 4:40 (Junior Wells, Mel London)
2. Fever – 4:08 (John Davenport, Eddie Cooley)
3. The Goat – 3:30 (Sonny Boy Williamson II)
4. My Babe – 3:33 (Willie Dixon)
5. Driving Wheel – 3:10 (Roosevelt Sykes)

Lato B
1. Don't Start Me Talking – 3:33 (Sonny Boy Williamson II)
2. How Many More Years – 4:10 (Chester Burnett)
3. I'm Ready – 3:50 (Willie Dixon)
4. Please, Please, Please – 3:05 (James Brown, Johnny Terry)
5. Elevate Me Mama – 3:25 (Sonny Boy Williamson II)

## Musicisti
- Junior Wells - voce, armonica
- Kenneth Britt - chitarra
- Douglas Fagan - sassofono tenore
- Willie Monroe - basso
- Bill Warren - batteria